# 特雷諾斯
20°26′31″S 54°51′36″W / 20.44194°S 54.86000°W

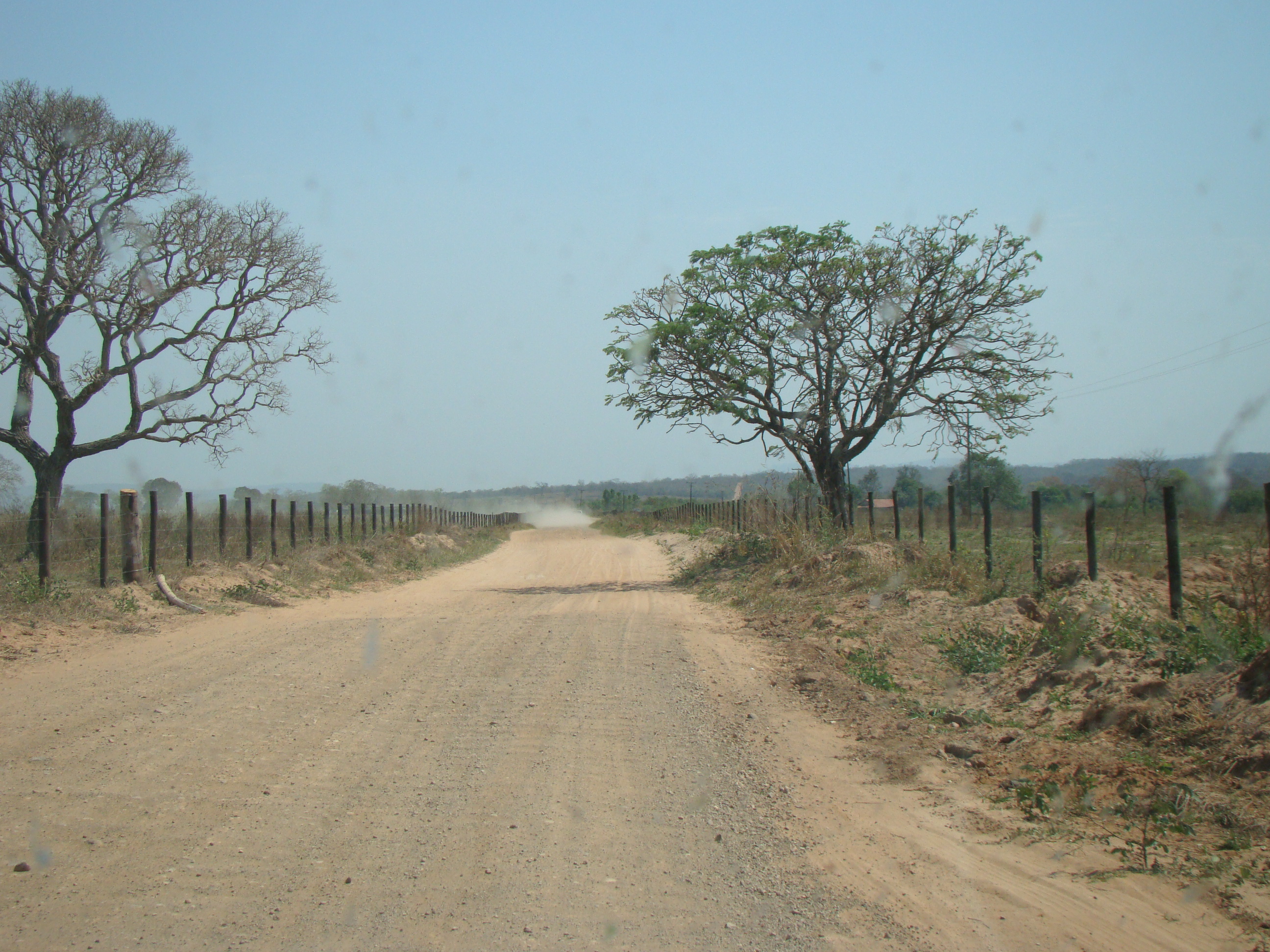
特雷諾斯

特雷諾斯（葡萄牙語：Terenos），是巴西的城鎮，位於該國西部，由南馬托格羅索州負責管轄，始建於1924年5月8日，面積2,841平方公里，海拔高度437米，2011年人口17,567，人口密度每平方公里6.18人。